# The House That Jack Built
|  | For den britiske stumfilm af samme navn, se The House That Jack Built (film fra 1900) |
The House That Jack Built er en dansk film fra 2018, instrueret af den danske filminstruktør Lars von Trier og med den afdøde tyske skuespiller Bruno Ganz.  

## Medvirkende
- Matt Dillon som Jack
- Bruno Ganz som Verge
- Uma Thurman som Kvinde 1
- Siobhan Fallon Hogan som Kvinde 2
- Sofie Gråbøl som Kvinde 3
- Riley Keough som Simple
- Jeremy Davies som Al
- Ed Speleers som Ed
- David Bailie som S.P.
- Marijana Jankovic som Kvindelig studerende